# Норма споживання природного газу
Норма споживання природного газу — обсяг споживання газу, установлений згідно із законодавством для проведення споживачами розрахунків за спожитий газ у разі відсутності лічильників газу.